# Heinrich Sievers
Heinrich Sievers fue un deportista alemán que compitió en ciclismo en la modalidad de pista. Ganó una medalla de oro en el Campeonato Mundial de Ciclismo en Pista de 1901, en la prueba de medio fondo.

## Medallero internacional
| Campeonato Mundial | Campeonato Mundial | Campeonato Mundial | Campeonato Mundial |
| Año                | Lugar              | Medalla            | Competición        |
| ------------------ | ------------------ | ------------------ | ------------------ |
| 1901               | Berlín (Alemania)  | Medalla de oro     | Medio fondo (A)    |